# Zhongyang Ribao
Die Tageszeitung Zhongyang Ribao (chinesisch 中央日報, Pinyin Zhōngyāng Rìbào, englisch Central Daily News) war die offizielle Zeitung der Kuomintang und ist eine der ältesten Zeitungen der chinesischen Sprache in der Welt. Sie wurde 1928 gegründet. Die Partei Kuomintang beschloss, die Veröffentlichung der Zeitung mit Wirkung vom 1. Juni 2006 einzustellen, weil sie Schulden in Höhe von etwa 800 Millionen US-Dollar angehäuft hatte, fast so viel wie das Doppelte des Gesamtvermögens der Partei. Central Daily News Online besteht noch für taiwanesische und chinesische Leserschaft in Taiwan und China. Die Onlinezeitung erscheint sowohl in traditionellem Chinesisch als auch in vereinfachtem Chinesisch. Die wichtigen Themen sind die Beziehungen zwischen beiden Seiten der Taiwanstraße, Wirtschaft und Kultur.